# Iasnohirka, Sarnî
Iasnohirka (în ucraineană Ясногірка) este un sat în comuna Selîșce din raionul Sarnî, regiunea Rivne, Ucraina.

## Demografie
Componența lingvistică a localității Iasnohirka
     Ucraineană (99,54%)
     Alte limbi (0,46%)
Conform recensământului din 2001, majoritatea populației localității Iasnohirka era vorbitoare de ucraineană (99,54%), existând în minoritate și vorbitori de alte limbi.